# Piebaldismo
Il piebaldismo è una raro disturbo della pigmentazione a trasmissione autosomico dominante che si manifesta con aree di cute e peli depigmentati che tendono a localizzarsi prevalentemente sulla fronte, sul torace, sull'addome e sugli arti inferiori.

## Etimologia
Il nome deriverebbe dai termini inglesi (mag)pie, gazza, e bald, col significato desueto di "macchiata di bianco", un riferimento al piumaggio bianco e nero del volatile. Molti studi sulla genetica del piebaldismo sono stati condotti su animali pezzati.

## Epidemiologia
L'incidenza del piebaldismo è inferiore ad 1 caso ogni 20 000 persone. Non vi è differenza tra i sessi.

## Eziopatogenesi
Il piebaldismo è causato da mutazioni in eterozigosi del gene KIT, che codifica per la proteina c-KIT, un recettore tirosin chinasico di membrana coinvolto in processi di differenziazione, migrazione, proliferazione e sopravvivenza cellulare o in SNAI2 (noto anche come SLUG), che codifica per un fattore di trascrizione con motivi a dito di zinco. Alcune recenti ricerche attribuiscono un ruolo anche a mutazioni del gene MC1R, codificante per un GPCR della melanocortina. Questi geni sono coinvolti nella regolazione della migrazione dei melanociti e conseguentemente nei processi di pigmentazione della pelle.

## Istologia
Nelle aree ipopigmentate si osserva assenza di melanociti e melanosomi oppure una riduzione del numero di melanociti di grandi dimensioni. Nelle aree iperpigmentate il numero di melanociti è normale ma oltre a melanociti di normale morfologia vengono prodotti melanociti di forma sferica o granulare.

## Clinica
Il piebaldismo nell'80-90% dei casi si manifesta con una ciocca di capelli bianca sopra la fronte, spesso associata con una chiazza ipopigmentata a forma di V alla fronte. Chiazze ipopigmentate di estensione variabile, irregolari, bilaterali, simmetriche o asimmetriche, ben demarcate, si possono anche localizzare lungo la linea mediana al mento, torace, addome e terzo medio degli arti. In seguito si può assistere alla comparsa di chiazze iperpigmentate al centro o ai bordi delle chiazze ipopigmentate o meno comunemente su cute normale. Aree depigmentate simili al piebaldismo possono essere presenti in altre patologie in genere associate alla sordità come la sindrome di Waardenburg. Nella maggior parte dei casi il piebaldismo non è associato a manifestazioni extracutanee ma sono segnalate rare associazioni con ritardo mentale, sordità, malattia di Hirschsprung, megacolon congenito o neurofibromatosi di tipo 1.

## Diagnosi
La diagnosi di piebaldismo è clinica.
Il piebaldismo entra in diagnosi differenziale con l'albinismo, in cui i melanociti sono presenti ma vi è un deficit di tirosinasi, enzima responsabile della sintesi di melanina, con la vitiligine, che non si manifesta dalla nascita e con rare patologie quali nevo acromico, sindrome di Waardenburg, sindrome di Alezzandrini, sindrome di Woolf, sindrome di Vogt-Koyanagi.

## Trattamento
Non esiste trattamento risolutivo per il piebaldismo. È consigliata l'applicazione di filtri solari per evitare ustioni alle aree depigmentate. Sono possibili trapianti autologhi di pelle non depigmentata o di melanociti con finalità estetiche. È previsto anche il trattamento integrativo con dermoabrasione. La fototerapia è solitamente inefficace.

## Prognosi
Il piebaldismo è una condizione benigna. Le lesioni non si risolvono spontaneamente e nell'adulto rimangono stabili.